# Dolmen und Menhir von Kercordonner

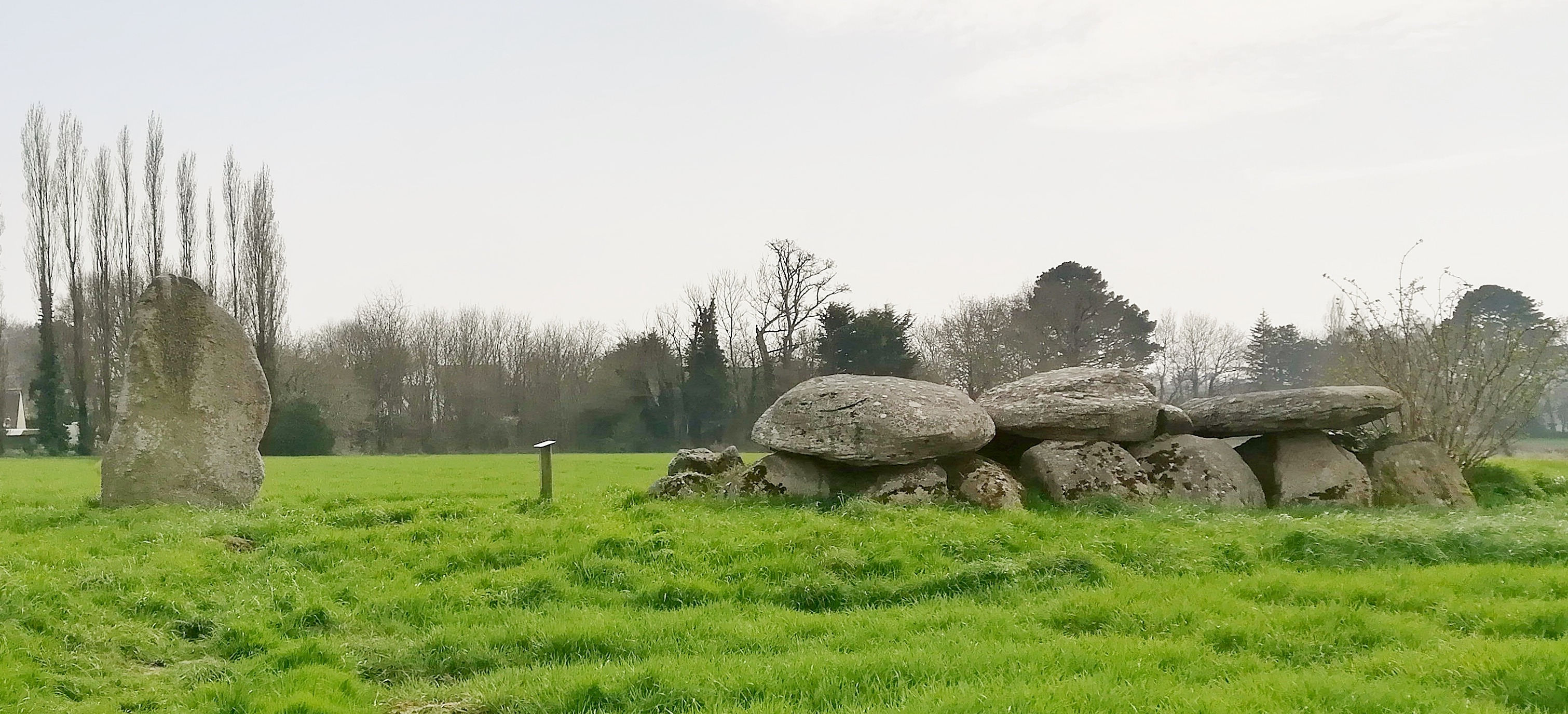
Kercordonner

Die Allée couverte und der Menhir von Kercordonner (auch Allée Couverte de Kérandrège genannt) befinden sich in einem Feld nahe der D216, südwestlich von Moëlan-sur-Mer im Département Finistère in der Bretagne in Frankreich. Dolmen ist in Frankreich der Oberbegriff für Megalithanlagen aller Art (siehe: französische Nomenklatur).
Die innen etwa 11,0 m lange, partiell verstürzte V-förmige Kammer (französisch Sepulture en V) liegt West-Ost-orientiert nach Osten öffnend neben einem „Menhir indicateur“. Sie besteht aus dicken nach innen geneigten Tragsteinen, die drei Deckenplatten tragen.
Im Ort liegen die Galeriegräber Allée couverte von Kermeur Bihan und Allée couverte von Kergoustance sowie sechs erhaltene Menhire.